# Lijst van monumenten in Paramaribo
In 2002 werd de historische binnenstad van Paramaribo opgenomen in de lijst van werelderfgoederen van UNESCO. 
In datzelfde jaar werd in Suriname de zogenaamde Monumentenwet 2002 van kracht.
De Stichting Gebouwd Erfgoed Suriname (SGES) heeft vervolgens een lijst opgesteld van de panden in Paramaribo die onder deze wet als monument worden erkend. 
In deze lijst is nog sprake van de straten Gravenstraat en Weidestraat, die in respectievelijk 2003 en 2011 hernoemd zijn naar Henck Arronstraat en Mr. Eduard J. Brumastraat. In de hier volgende lijst van monumenten in Paramaribo zijn de nieuwe namen gebruikt. De lijst is aangevuld met een drietal monumentale gebouwen die door UNESCO in 2016 worden genoemd als horende bij achttien monumenten die dringend toe zijn aan conservatie. De monumenten van de monumentenlijst van SGES die anno 2020 niet meer bestaan zijn opgenomen in een aparte lijst onderaan deze pagina.

## Lijst van bestaande monumenten
Anno 2025 zijn er 239 bestaande monumenten in Paramaribo:
| Omschrijving                                        | Bouwjaar                                      | Adres                                          | Coördinaten                   | Objectnummer? | Afbeelding                    |
| --------------------------------------------------- | --------------------------------------------- | ---------------------------------------------- | ----------------------------- | ------------- | ----------------------------- |
| Fort Zeelandia                                      | 1665-1667                                     | Abraham Crijnssenweg 1                         | 5° 49' 31" NB, 55° 8' 60" WL  | APO 001       | Meer afbeeldingen Upload foto |
| wachthuis                                           | circa 1750                                    | Abraham Crijnssenweg / Onafhankelijkheidsplein |                               | APO 010       | Meer afbeeldingen Upload foto |
| officierswoning                                     | circa 1860                                    | Zeelandiaweg 3                                 | 5° 49' 30" NB, 55° 8' 59" WL  | APO 002       | Meer afbeeldingen Upload foto |
| officierswoning                                     | circa 1860                                    | Zeelandiaweg 5                                 | 5° 49' 30" NB, 55° 8' 59" WL  | APO 003       | Meer afbeeldingen Upload foto |
| officierswoning                                     | circa 1860                                    | Zeelandiaweg 6                                 | 5° 49' 30" NB, 55° 8' 59" WL  | APO 004       | Meer afbeeldingen Upload foto |
| officierswoning                                     | circa 1860                                    | Zeelandiaweg 7                                 | 5° 49' 31" NB, 55° 8' 60" WL  | APO 005       | Meer afbeeldingen Upload foto |
| officierswoning                                     | circa 1860                                    | Zeelandiaweg 8                                 |                               | APO 006       | Meer afbeeldingen Upload foto |
| hoofdwacht                                          | circa 1750                                    | Zeelandiaweg 9                                 |                               | APO 007       | Meer afbeeldingen Upload foto |
| magazijn Gebouw 1790                                | 1790                                          | Zeelandiaweg 11                                | 5° 49' 34" NB, 55° 8' 57" WL  | APO 008       | Meer afbeeldingen Upload foto |
| provoosthuis                                        |                                               | Zeelandiaweg 12                                | 5° 49' 30" NB, 55° 8' 59" WL  | APO 009       | Meer afbeeldingen Upload foto |
| gouverneurswoning : Presidentieel Paleis            | 1685-1911                                     | Onafhankelijkheidsplein 1                      | 5° 49' 37" NB, 55° 9' 5" WL   | APO 011       | Meer afbeeldingen Upload foto |
| woonhuis: Huis Du Plessis                           | circa 1740                                    | Onafhankelijkheidsplein 2                      | 5° 49' 37" NB, 55° 9' 8" WL   | APO 012       | Meer afbeeldingen Upload foto |
| overheidskantoor: Ministerie van Financiën          | 1836-1841                                     | Onafhankelijkheidsplein 3                      | 5° 49' 36" NB, 55° 9' 8" WL   | APO 013       | Meer afbeeldingen Upload foto |
| Hof van Justitie                                    | 1793                                          | Onafhankelijkheidsplein 4                      | 5° 49' 35" NB, 55° 9' 9" WL   | APO 014       | Meer afbeeldingen Upload foto |
| woonhuis                                            |                                               | Onafhankelijkheidsplein 7                      | 5° 49' 34" NB, 55° 9' 8" WL   | BPO 001       | Meer afbeeldingen Upload foto |
| woonhuis                                            |                                               | Onafhankelijkheidsplein 8                      | 5° 49' 33" NB, 55° 9' 7" WL   | BPO 002       | Meer afbeeldingen Upload foto |
| woonhuis: Dixiebar                                  |                                               | Onafhankelijkheidsplein 9                      | 5° 49' 33" NB, 55° 9' 7" WL   | BPO 003       | Meer afbeeldingen Upload foto |
| Ministerie van Justitie en Politie                  |                                               | Henck Arronstraat 1                            | 5° 49' 38" NB, 55° 9' 9" WL   | BPO 004       | Meer afbeeldingen Upload foto |
| woonhuis                                            |                                               | Henck Arronstraat 3                            | 5° 49' 38" NB, 55° 9' 9" WL   | APO 015       | Meer afbeeldingen Upload foto |
| woonhuis                                            |                                               | Henck Arronstraat 9                            | 5° 49' 51" NB, 55° 9' 32" WL  | APO 016       | Meer afbeeldingen Upload foto |
| bijhuis                                             | 18e eeuw                                      | Henck Arronstraat 10                           | 5° 49' 51" NB, 55° 9' 32" WL  | APO 018       | Meer afbeeldingen Upload foto |
| woonhuis: Bisschopshuis                             | circa 1730                                    | Henck Arronstraat 12                           | 5° 49' 40" NB, 55° 9' 11" WL  | APO 019       | Meer afbeeldingen Upload foto |
| woonhuis                                            | circa 1740                                    | Henck Arronstraat 14                           | 5° 49' 51" NB, 55° 9' 32" WL  | APO 020       | Meer afbeeldingen Upload foto |
| woonhuis                                            |                                               | Henck Arronstraat 16                           | 5° 49' 42" NB, 55° 9' 14" WL  | APO 021       | Meer afbeeldingen Upload foto |
| woonhuis                                            |                                               | Henck Arronstraat 18                           | 5° 49' 41" NB, 55° 9' 13" WL  | APO 022       | Meer afbeeldingen Upload foto |
| pastorie: De Grote Pastorie                         | 1863-1873                                     | Henck Arronstraat 21                           | 5° 49' 41" NB, 55° 9' 15" WL  | APO 023       | Meer afbeeldingen Upload foto |
| kerk: Sint Petrus en Pauluskathedraal               | 1883-1885                                     | Henck Arronstraat 22-24                        | 5° 49' 43" NB, 55° 9' 15" WL  | APO 017       | Meer afbeeldingen Upload foto |
| woonhuis                                            | circa 1740 - circa 1860                       | Henck Arronstraat 27                           | 5° 49' 51" NB, 55° 9' 32" WL  | APO 024       | Meer afbeeldingen Upload foto |
| Hendrikschool                                       | 1887                                          | Henck Arronstraat 34                           | 5° 49' 44" NB, 55° 9' 18" WL  | APO 025       | Meer afbeeldingen Upload foto |
| woonhuis                                            |                                               | Henck Arronstraat 45                           | 5° 49' 51" NB, 55° 9' 32" WL  | CPO 005       | Meer afbeeldingen Upload foto |
| woonhuis                                            |                                               | Henck Arronstraat 52-54                        | 5° 49' 51" NB, 55° 9' 32" WL  | CPO 006       | Meer afbeeldingen Upload foto |
| woonhuis                                            |                                               | Henck Arronstraat 60                           | 5° 49' 47" NB, 55° 9' 23" WL  | BPO 005       | Meer afbeeldingen Upload foto |
| Ministerie van Volksgezondheid                      | 1765                                          | Henck Arronstraat 64                           | 5° 49' 50" NB, 55° 9' 23" WL  | BPO 006       | Meer afbeeldingen Upload foto |
| Apotheek, beddenhuis, keuken en administratiegebouw | 1850-1940                                     | Henck Arronstraat 66                           | 5° 49' 48" NB, 55° 9' 26" WL  | BPO 007       | Meer afbeeldingen Upload foto |
| woonhuis: Huize Mirjam                              |                                               | Henck Arronstraat 68                           | 5° 49' 50" NB, 55° 9' 25" WL  | APO 027       | Meer afbeeldingen Upload foto |
| woonhuis                                            |                                               | Henck Arronstraat 70                           | 5° 49' 51" NB, 55° 9' 32" WL  | APO 028       | Meer afbeeldingen Upload foto |
| Noorderstadskerk en pastorie                        |                                               | Henck Arronstraat 73-75                        | 5° 49' 47" NB, 55° 9' 29" WL  | APO 029       | Meer afbeeldingen Upload foto |
| woonhuis                                            |                                               | Mr. F.H.R. Lim A Postraat 1                    | 5° 49' 36" NB, 55° 9' 12" WL  | BPO 008       | Meer afbeeldingen Upload foto |
| woonhuis                                            |                                               | Mr. F.H.R. Lim A Postraat 3                    |                               | BPO 009       | Meer afbeeldingen Upload foto |
| woonhuis                                            |                                               | Mr. F.H.R. Lim A Postraat 4                    | 5° 49' 36" NB, 55° 9' 12" WL  | APO 030       | Meer afbeeldingen Upload foto |
| woonhuis                                            |                                               | Mr. F.H.R. Lim A Postraat 5                    | 5° 49' 36" NB, 55° 9' 12" WL  | CPO 007       | Meer afbeeldingen Upload foto |
| woonhuis                                            |                                               | Mr. F.H.R. Lim A Postraat 6                    | 5° 49' 36" NB, 55° 9' 12" WL  | BPO 010       | Meer afbeeldingen Upload foto |
| woonhuis                                            |                                               | Mr. F.H.R. Lim A Postraat 7                    | 5° 49' 36" NB, 55° 9' 12" WL  | CPO 008       | Meer afbeeldingen Upload foto |
| woonhuis                                            |                                               | Mr. F.H.R. Lim A Postraat 8                    | 5° 49' 36" NB, 55° 9' 12" WL  | BPO 011       | Meer afbeeldingen Upload foto |
| woonhuis                                            |                                               | Mr. F.H.R. Lim A Postraat 9                    | 5° 49' 36" NB, 55° 9' 12" WL  | CPO 009       | Meer afbeeldingen Upload foto |
| woonhuis                                            |                                               | Mr. F.H.R. Lim A Postraat 10                   | 5° 49' 36" NB, 55° 9' 12" WL  | CPO 010       | Meer afbeeldingen Upload foto |
| woonhuis                                            |                                               | Mr. F.H.R. Lim A Postraat 13                   | 5° 49' 36" NB, 55° 9' 13" WL  | BPO 012       | Meer afbeeldingen Upload foto |
| woonhuis                                            |                                               | Mr. F.H.R. Lim A Postraat 20                   | 5° 49' 36" NB, 55° 9' 12" WL  | BPO 013       | Meer afbeeldingen Upload foto |
| woonhuis                                            |                                               | Mr. F.H.R. Lim A Postraat 21                   | 5° 49' 38" NB, 55° 9' 16" WL  | BPO 014       | Meer afbeeldingen Upload foto |
| woonhuis                                            |                                               | Mr. F.H.R. Lim A Postraat 26                   | 5° 49' 39" NB, 55° 9' 15" WL  | BPO 015       | Meer afbeeldingen Upload foto |
| woonhuis                                            |                                               | Mr. F.H.R. Lim A Postraat 34a                  | 5° 49' 39" NB, 55° 9' 17" WL  | BPO 016       | Meer afbeeldingen Upload foto |
| woonhuis                                            |                                               | Mr. Dr. J.C. de Mirandastraat 1                | 5° 49' 33" NB, 55° 9' 10" WL  | APO 031       | Meer afbeeldingen Upload foto |
| woonhuis                                            |                                               | Mr. Dr. J.C. de Mirandastraat 2                | 5° 49' 33" NB, 55° 9' 10" WL  | CPO 011       | Meer afbeeldingen Upload foto |
| woonhuis                                            |                                               | Mr. Dr. J.C. de Mirandastraat 4                | 5° 49' 33" NB, 55° 9' 10" WL  | CPO 012       | Meer afbeeldingen Upload foto |
| woonhuis                                            |                                               | Mr. Dr. J.C. de Mirandastraat 5-7              |                               | BPO 017       | Meer afbeeldingen Upload foto |
| woonhuis                                            |                                               | Mr. Dr. J.C. de Mirandastraat 8                | 5° 49' 32" NB, 55° 9' 9" WL   | CPO 013       | Meer afbeeldingen Upload foto |
| woonhuis                                            |                                               | Mr. Dr. J.C. de Mirandastraat 10               | 5° 49' 33" NB, 55° 9' 10" WL  | APO 032       | Meer afbeeldingen Upload foto |
| woonhuis                                            | circa 1840-1922                               | Mr. Dr. J.C. de Mirandastraat 11 (links)       | 5° 49' 33" NB, 55° 9' 10" WL  | APO 033       | Meer afbeeldingen Upload foto |
| woonhuis                                            | circa 1840-1922                               | Mr. Dr. J.C. de Mirandastraat 13-15            |                               | APO 034       | Meer afbeeldingen Upload foto |
| woonhuis                                            |                                               | Mr. Dr. J.C. de Mirandastraat 17               | 5° 49' 33" NB, 55° 9' 10" WL  | APO 035       | Meer afbeeldingen Upload foto |
| woonhuis: Hoekhuis                                  | 1821-1898                                     | Waterkant 2                                    | 5° 49' 31" NB, 55° 9' 7" WL   | APO 036       | Meer afbeeldingen Upload foto |
| woonhuis                                            |                                               | Waterkant 4                                    | 5° 49' 32" NB, 55° 9' 7" WL   | APO 037       | Meer afbeeldingen Upload foto |
| overheidsgebouw: De Waag                            | 1821-1824                                     | Waterkant 5                                    | 5° 49' 30" NB, 55° 9' 15" WL  | APO 038       | Meer afbeeldingen Upload foto |
| woonhuis                                            |                                               | Waterkant 6-8                                  | 5° 49' 29" NB, 55° 9' 18" WL  | APO 039       | Meer afbeeldingen Upload foto |
| woonhuis                                            |                                               | Waterkant 10                                   | 5° 49' 29" NB, 55° 9' 18" WL  | APO 040       | Meer afbeeldingen Upload foto |
| woonhuis: Het Vervuurt-huis                         | circa 1860                                    | Waterkant 12                                   | 5° 49' 29" NB, 55° 9' 18" WL  | APO 041       | Meer afbeeldingen Upload foto |
| woonhuis                                            |                                               | Waterkant 14                                   | 5° 49' 31" NB, 55° 9' 12" WL  | APO 042       | Meer afbeeldingen Upload foto |
| woonhuis                                            | 1821                                          | Waterkant 26                                   | 5° 49' 31" NB, 55° 9' 13" WL  | APO 043       | Meer afbeeldingen Upload foto |
| woonhuis                                            |                                               | Waterkant 28                                   | 5° 49' 31" NB, 55° 9' 13" WL  | CPO 014       | Meer afbeeldingen Upload foto |
| koopmanshuis: Ministerie van Sociale Zaken          | 1821                                          | Waterkant 30                                   | 5° 49' 31" NB, 55° 9' 13" WL  | APO 044       | Meer afbeeldingen Upload foto |
| woonhuis                                            |                                               | Waterkant 32                                   | 5° 49' 31" NB, 55° 9' 13" WL  | APO 045       | Meer afbeeldingen Upload foto |
| woonhuis                                            |                                               | Waterkant 44                                   | 5° 49' 31" NB, 55° 9' 13" WL  | BPO 021       | Meer afbeeldingen Upload foto |
| woonhuis                                            |                                               | Waterkant 72                                   | 5° 49' 28" NB, 55° 9' 26" WL  | BPO 022       | Meer afbeeldingen Upload foto |
| woonhuis                                            |                                               | Waterkant 80                                   | 5° 49' 29" NB, 55° 9' 28" WL  | APO 047       | Meer afbeeldingen Upload foto |
| winkel: Bettencourtgebouw                           | 1915                                          | Waterkant 84                                   | 5° 49' 27" NB, 55° 9' 29" WL  | APO 048       | Meer afbeeldingen Upload foto |
| woonhuis                                            |                                               | Waterkant 86                                   | 5° 49' 26" NB, 55° 9' 29" WL  | BPO 023       | Meer afbeeldingen Upload foto |
| woonhuis                                            |                                               | Waterkant 88                                   | 5° 49' 26" NB, 55° 9' 29" WL  | BPO 024       | Meer afbeeldingen Upload foto |
| Maarten Lutherkerk                                  | 1833                                          | Waterkant 102                                  | 5° 49' 25" NB, 55° 9' 34" WL  | APO 049       | Meer afbeeldingen Upload foto |
| woonhuis                                            |                                               | Keizerstraat 4                                 | 5° 49' 36" NB, 55° 9' 24" WL  | BPO 026       | Meer afbeeldingen Upload foto |
| woonhuis                                            |                                               | Keizerstraat 16                                | 5° 49' 36" NB, 55° 9' 24" WL  | BPO 029       | Meer afbeeldingen Upload foto |
| woonhuis: huis Colaco Belmonte                      | 1821                                          | Keizerstraat 25                                |                               |               | Meer afbeeldingen Upload foto |
| woonhuis                                            |                                               | Keizerstraat 27                                | 5° 49' 36" NB, 55° 9' 24" WL  | CPO 085       | Upload foto                   |
| woonhuis                                            |                                               | Keizerstraat 75                                | 5° 49' 43" NB, 55° 9' 38" WL  | BPO 031       | Meer afbeeldingen Upload foto |
| Ne Ve Shalom-synagoge                               | 1835-1837                                     | Keizerstraat 82                                | 5° 49' 42" NB, 55° 9' 33" WL  | APO 051       | Meer afbeeldingen Upload foto |
| woonhuis: conciërgewoning synagoge                  | 19e eeuw                                      | Keizerstraat 84                                | 5° 49' 43" NB, 55° 9' 38" WL  | BPO 032       | Meer afbeeldingen Upload foto |
| woonhuis                                            |                                               | Keizerstraat 91                                | 5° 49' 45" NB, 55° 9' 42" WL  | BPO 033       | Meer afbeeldingen Upload foto |
| woonhuis                                            |                                               | Keizerstraat 99                                | 5° 49' 48" NB, 55° 9' 46" WL  | CPO 015       | Meer afbeeldingen Upload foto |
| woonhuis                                            |                                               | Keizerstraat 108                               | 5° 49' 49" NB, 55° 9' 48" WL  | CPO 017       | Meer afbeeldingen Upload foto |
| woonhuis                                            |                                               | Keizerstraat 112                               | 5° 49' 46" NB, 55° 9' 41" WL  | BPO 034       | Meer afbeeldingen Upload foto |
| woonhuis                                            |                                               | Keizerstraat 138                               | 5° 49' 49" NB, 55° 9' 48" WL  | BPO 037       | Meer afbeeldingen Upload foto |
| woonhuis                                            |                                               | Keizerstraat 197                               | 5° 49' 55" NB, 55° 10' 1" WL  | CPO 086       | Meer afbeeldingen Upload foto |
| woonhuis                                            |                                               | Keizerstraat 199                               | 5° 49' 55" NB, 55° 10' 1" WL  | CPO 087       | Meer afbeeldingen Upload foto |
| Mariaschool                                         |                                               | Verlengde Keizerstraat 92                      | 5° 49' 56" NB, 55° 10' 0" WL  | BPO 118       | Meer afbeeldingen Upload foto |
| woonhuis: Het Benz-huis                             | 19e eeuw-20e eeuw (jugendstil-ornamenten)     | Kromme Elleboogstraat 9-11                     | 5° 49' 34" NB, 55° 9' 15" WL  | APO 052       | Meer afbeeldingen Upload foto |
| woonhuis                                            |                                               | Kromme Elleboogstraat 14a                      | 5° 49' 35" NB, 55° 9' 14" WL  | BPO 038       | Upload foto                   |
| woonhuis                                            |                                               | Kromme Elleboogstraat 20                       | 5° 49' 35" NB, 55° 9' 14" WL  | BPO 039       | Meer afbeeldingen Upload foto |
| woonhuis                                            |                                               | Kromme Elleboogstraat 22                       | 5° 49' 35" NB, 55° 9' 14" WL  | BPO 040       | Meer afbeeldingen Upload foto |
| woonhuis                                            |                                               | Korte Kerkstraat 2                             | 5° 49' 36" NB, 55° 9' 21" WL  | CPO 089       | Upload foto                   |
| woonhuis                                            |                                               | Oude Hofstraat 1                               | 5° 49' 35" NB, 55° 9' 15" WL  | BPO 041       | Meer afbeeldingen Upload foto |
| woonhuis                                            |                                               | Grote Hofstraat 7                              | 5° 49' 36" NB, 55° 9' 19" WL  | CPO 018       | Meer afbeeldingen Upload foto |
| Centrumkerk (hervormde kerk)                        | 1833-1835                                     | Kerkplein                                      | 5° 49' 38" NB, 55° 9' 19" WL  | APO 053       | Meer afbeeldingen Upload foto |
| woonhuis                                            |                                               | Kerkplein 8                                    | 5° 49' 38" NB, 55° 9' 18" WL  | CPO 019       | Meer afbeeldingen Upload foto |
| woonhuis                                            |                                               | Knuffelsgracht 10                              | 5° 49' 35" NB, 55° 9' 23" WL  | CPO 088       | Meer afbeeldingen Upload foto |
| woonhuis                                            |                                               | Heerenstraat 4                                 | 5° 49' 43" NB, 55° 9' 26" WL  | BPO 042       | Meer afbeeldingen Upload foto |
| woonhuis                                            |                                               | Heerenstraat 6                                 | 5° 49' 44" NB, 55° 9' 23" WL  | BPO 043       | Meer afbeeldingen Upload foto |
| Sypesteynschool                                     | 1921-1922                                     | Heerenstraat 10-12                             | 5° 49' 44" NB, 55° 9' 23" WL  | BPO 044       | Meer afbeeldingen Upload foto |
| woonhuis                                            |                                               | Heerenstraat 11-13                             | 5° 49' 43" NB, 55° 9' 26" WL  | BPO 045       | Meer afbeeldingen Upload foto |
| woonhuis                                            |                                               | Heerenstraat 14                                | 5° 49' 43" NB, 55° 9' 26" WL  | BPO 046       | Meer afbeeldingen Upload foto |
| woonhuis                                            |                                               | Heerenstraat 16                                | 5° 49' 44" NB, 55° 9' 23" WL  | BPO 047       | Meer afbeeldingen Upload foto |
| woonhuis                                            |                                               | Heerenstraat 17                                | 5° 49' 44" NB, 55° 9' 23" WL  | CPO 020       | Meer afbeeldingen Upload foto |
| woonhuis                                            |                                               | Heerenstraat 19                                | 5° 49' 43" NB, 55° 9' 26" WL  | CPO 082       | Meer afbeeldingen Upload foto |
| Sedek Ve Shalom-synagoge                            | 1736-1854                                     | Heerenstraat 22                                | 5° 49' 40" NB, 55° 9' 19" WL  | APO 054       | Meer afbeeldingen Upload foto |
| woonhuis                                            |                                               | Heerenstraat 22a                               | 5° 49' 44" NB, 55° 9' 23" WL  | CPO 021       | Meer afbeeldingen Upload foto |
| woonhuis                                            |                                               | Heerenstraat 24                                | 5° 49' 44" NB, 55° 9' 23" WL  | CPO 022       | Meer afbeeldingen Upload foto |
| woonhuis                                            |                                               | Heerenstraat 26                                | 5° 49' 43" NB, 55° 9' 26" WL  | CPO 023       | Meer afbeeldingen Upload foto |
| woonhuis                                            |                                               | Heerenstraat 30                                | 5° 49' 44" NB, 55° 9' 23" WL  | CPO 083       | Meer afbeeldingen Upload foto |
| woonhuis                                            |                                               | Heerenstraat 36                                | 5° 49' 44" NB, 55° 9' 23" WL  | BPO 115       | Meer afbeeldingen Upload foto |
| woonhuis                                            |                                               | Heerenstraat 38                                | 5° 49' 43" NB, 55° 9' 26" WL  | BPO 116       | Meer afbeeldingen Upload foto |
| woonhuis                                            |                                               | Heerenstraat 48                                | 5° 49' 43" NB, 55° 9' 26" WL  | BPO 048       | Meer afbeeldingen Upload foto |
| woonhuis                                            |                                               | Watermolenstraat 5                             |                               | CPO 025       | Meer afbeeldingen Upload foto |
| woonhuis                                            |                                               | Watermolenstraat 47-49                         |                               | CPO 027       | Meer afbeeldingen Upload foto |
| woonhuis                                            |                                               | Watermolenstraat 51                            |                               | CPO 028       | Meer afbeeldingen Upload foto |
| woonhuis                                            |                                               | Watermolenstraat 57                            |                               | BPO 050       | Meer afbeeldingen Upload foto |
| woonhuis                                            |                                               | Watermolenstraat 58                            |                               | BPO 051       | Meer afbeeldingen Upload foto |
| woonhuis                                            |                                               | Watermolenstraat 60                            | 5° 49' 39" NB, 55° 9' 14" WL  | CPO 029       | Meer afbeeldingen Upload foto |
| woonhuis                                            |                                               | Heiligenweg 11                                 | 5° 49' 31" NB, 55° 9' 25" WL  | BPO 052       | Meer afbeeldingen Upload foto |
| woonhuis                                            |                                               | Heiligenweg 17                                 | 5° 49' 31" NB, 55° 9' 25" WL  | BPO 053       | Meer afbeeldingen Upload foto |
| woonhuis                                            |                                               | Heiligenweg 19                                 | 5° 49' 31" NB, 55° 9' 26" WL  | BPO 054       | Meer afbeeldingen Upload foto |
| woonhuis                                            |                                               | Heiligenweg 33                                 | 5° 49' 34" NB, 55° 9' 27" WL  | APO 055       | Meer afbeeldingen Upload foto |
| woonhuis                                            |                                               | Heiligenweg 35                                 | 5° 49' 35" NB, 55° 9' 27" WL  | BPO 055       | Meer afbeeldingen Upload foto |
| woonhuis                                            |                                               | Heiligenweg 37                                 | 5° 49' 31" NB, 55° 9' 25" WL  | APO 056       | Meer afbeeldingen Upload foto |
| woonhuis                                            |                                               | Maagdenstraat 17                               | 5° 49' 32" NB, 55° 9' 31" WL  | CPO 030       | Meer afbeeldingen Upload foto |
| woonhuis                                            |                                               | Maagdenstraat 38                               | 5° 49' 32" NB, 55° 9' 31" WL  | CPO 031       | Meer afbeeldingen Upload foto |
| woonhuis                                            |                                               | Maagdenstraat 50                               | 5° 49' 30" NB, 55° 9' 42" WL  | APO 057       | Meer afbeeldingen Upload foto |
| woonhuis                                            |                                               | Jodenbreestraat 16                             | 5° 49' 30" NB, 55° 9' 31" WL  | BPO 058       | Meer afbeeldingen Upload foto |
| woonhuis                                            |                                               | Jodenbreestraat 18                             | 5° 49' 30" NB, 55° 9' 31" WL  | CPO 033       | Meer afbeeldingen Upload foto |
| woonhuis                                            |                                               | Jodenbreestraat 28                             | 5° 49' 30" NB, 55° 9' 31" WL  | CPO 084       | Meer afbeeldingen Upload foto |
| woonhuis                                            |                                               | Jodenbreestraat 36                             | 5° 49' 30" NB, 55° 9' 31" WL  | BPO 117       | Meer afbeeldingen Upload foto |
| woonhuis                                            |                                               | Jodenbreestraat 37                             | 5° 49' 30" NB, 55° 9' 31" WL  | BPO 059       | Meer afbeeldingen Upload foto |
| Grote Stadskerk en pastorie                         | 1827/1828-1847                                | Steenbakkerijstraat 21                         | 5° 49' 31" NB, 55° 9' 39" WL  | APO 058       | Meer afbeeldingen Upload foto |
| woonhuis                                            |                                               | Steenbakkerijstraat 30                         | 5° 49' 34" NB, 55° 9' 39" WL  | CPO 034       | Meer afbeeldingen Upload foto |
| woonhuis                                            |                                               | Steenbakkerijstraat 32                         | 5° 49' 34" NB, 55° 9' 39" WL  | BPO 060       | Meer afbeeldingen Upload foto |
| woonhuis                                            |                                               | Steenbakkerijstraat 38                         | 5° 49' 35" NB, 55° 9' 39" WL  | BPO 061       | Meer afbeeldingen Upload foto |
| woonhuis                                            |                                               | Steenbakkerijstraat 41                         | 5° 49' 37" NB, 55° 9' 40" WL  | CPO 035       | Meer afbeeldingen Upload foto |
| woonhuis                                            |                                               | Steenbakkerijstraat 68                         | 5° 49' 35" NB, 55° 9' 39" WL  | BPO 062       | Meer afbeeldingen Upload foto |
| woonhuis                                            |                                               | Domineestraat 21                               | 5° 49' 35" NB, 55° 9' 32" WL  | CPO 037       | Meer afbeeldingen Upload foto |
| woonhuis                                            |                                               | Domineestraat 22a                              | 5° 49' 37" NB, 55° 9' 34" WL  | CPO 038       | Meer afbeeldingen Upload foto |
| woonhuis                                            |                                               | Domineestraat 23                               | 5° 49' 36" NB, 55° 9' 32" WL  | BPO 063       | Meer afbeeldingen Upload foto |
| winkel/woonhuis                                     | einde 19e eeuw/begin 20e eeuw. Afgebrand 2024 | Domineestraat 32                               | 5° 49' 36" NB, 55° 9' 36" WL  | BPO 065       | Meer afbeeldingen Upload foto |
| woonhuis                                            |                                               | Domineestraat 34                               | 5° 49' 36" NB, 55° 9' 36" WL  | CPO 039       | Meer afbeeldingen Upload foto |
| woonhuis                                            |                                               | Domineestraat 35                               | 5° 49' 34" NB, 55° 9' 36" WL  | CPO 040       | Meer afbeeldingen Upload foto |
| woonhuis                                            |                                               | Domineestraat 36                               | 5° 49' 36" NB, 55° 9' 37" WL  | BPO 066       | Meer afbeeldingen Upload foto |
| winkel/woonhuis                                     | midden 19e eeuw                               | Domineestraat 38                               | 5° 49' 35" NB, 55° 9' 37" WL  | BPO 067       | Meer afbeeldingen Upload foto |
| woonhuis                                            |                                               | Domineestraat 46                               | 5° 49' 34" NB, 55° 9' 39" WL  | APO 059       | Meer afbeeldingen Upload foto |
| woonhuis                                            |                                               | Domineestraat 48                               | 5° 49' 34" NB, 55° 9' 41" WL  | BPO 068       | Meer afbeeldingen Upload foto |
| woonhuis: huis van Elisabeth Samson                 | 18e eeuw                                      | Wagenwegstraat 22                              | 5° 49' 44" NB, 55° 9' 28" WL  | APO 060       | Meer afbeeldingen Upload foto |
| woonhuis                                            |                                               | Wagenwegstraat 37                              | 5° 49' 45" NB, 55° 9' 31" WL  | CPO 041       | Meer afbeeldingen Upload foto |
| woonhuis: huis van Nanette Samson                   | 18e eeuw (voorstoep)/1821                     | Wagenwegstraat 47                              | 5° 49' 43" NB, 55° 9' 28" WL  | APO 061       | Meer afbeeldingen Upload foto |
| woonhuis                                            |                                               | Wagenwegstraat 50                              | 5° 49' 47" NB, 55° 9' 33" WL  | BPO 069       | Meer afbeeldingen Upload foto |
| woonhuis                                            |                                               | Wagenwegstraat 51                              | 5° 49' 47" NB, 55° 9' 33" WL  | CPO 042       | Meer afbeeldingen Upload foto |
| woonhuis                                            |                                               | Dr. J.F. Nassylaan 2                           | 5° 49' 48" NB, 55° 9' 36" WL  | BPO 070       | Meer afbeeldingen Upload foto |
| begraafplaats: Nieuwe Oranjetuin                    |                                               | Dr. J.F. Nassylaan 8                           | 5° 49' 52" NB, 55° 9' 38" WL  | APO 062       | Meer afbeeldingen Upload foto |
| woonhuis                                            |                                               | Dr. J.F. Nassylaan 17                          | 5° 49' 50" NB, 55° 9' 38" WL  | CPO 044       | Meer afbeeldingen Upload foto |
| woonhuis                                            |                                               | Dr. J.F. Nassylaan 21                          | 5° 49' 49" NB, 55° 9' 40" WL  | CPO 079       | Meer afbeeldingen Upload foto |
| woonhuis                                            |                                               | Dr. J.F. Nassylaan 23                          | 5° 49' 48" NB, 55° 9' 41" WL  | BPO 071       | Meer afbeeldingen Upload foto |
| woonhuis                                            |                                               | Dr. J.F. Nassylaan 27                          | 5° 49' 50" NB, 55° 9' 41" WL  | CPO 045       | Meer afbeeldingen Upload foto |
| woonhuis                                            |                                               | Dr. J.F. Nassylaan 39                          | 5° 49' 51" NB, 55° 9' 41" WL  | BPO 112       | Meer afbeeldingen Upload foto |
| woonhuis                                            |                                               | Dr. J.F. Nassylaan 41                          | 5° 49' 52" NB, 55° 9' 43" WL  | CPO 080       | Meer afbeeldingen Upload foto |
| woonhuis                                            |                                               | Dr. J.F. Nassylaan 42                          | 5° 49' 51" NB, 55° 9' 41" WL  | BPO 113       | Meer afbeeldingen Upload foto |
| woonhuis                                            |                                               | Dr. J.F. Nassylaan 43                          | 5° 49' 51" NB, 55° 9' 41" WL  | BPO 114       | Meer afbeeldingen Upload foto |
| woonhuis                                            |                                               | Dr. J.F. Nassylaan 44                          | 5° 49' 51" NB, 55° 9' 41" WL  | CPO 081       | Meer afbeeldingen Upload foto |
| woonhuis                                            |                                               | Swalmbergstraat 7                              | 5° 49' 51" NB, 55° 9' 41" WL  | BPO 072       | Meer afbeeldingen Upload foto |
| woonhuis                                            |                                               | Swalmbergstraat 7a                             | 5° 49' 51" NB, 55° 9' 41" WL  | BPO 073       | Meer afbeeldingen Upload foto |
| woonhuis                                            |                                               | Saramaccastraat 13                             | 5° 49' 22" NB, 55° 9' 41" WL  | BPO 075       | Meer afbeeldingen Upload foto |
| woonhuis                                            |                                               | Saramaccastraat 20                             | 5° 49' 22" NB, 55° 9' 41" WL  | BPO 076       | Meer afbeeldingen Upload foto |
| woonhuis                                            |                                               | Saramaccastraat 35                             | 5° 49' 19" NB, 55° 9' 46" WL  | CPO 046       | Meer afbeeldingen Upload foto |
| woonhuis                                            |                                               | Saramaccastraat 37                             | 5° 49' 19" NB, 55° 9' 46" WL  | CPO 047       | Meer afbeeldingen Upload foto |
| woonhuis                                            |                                               | Saramaccastraat 39                             | 5° 49' 19" NB, 55° 9' 46" WL  | CPO 048       | Meer afbeeldingen Upload foto |
| woonhuis                                            |                                               | Saramaccastraat 41                             | 5° 49' 19" NB, 55° 9' 46" WL  | CPO 049       | Meer afbeeldingen Upload foto |
| woonhuis                                            |                                               | Zwartenhovenbrugstraat 53                      | 5° 49' 35" NB, 55° 9' 42" WL  | BPO 080       | Meer afbeeldingen Upload foto |
| woonhuis                                            |                                               | Zwartenhovenbrugstraat 56                      | 5° 49' 36" NB, 55° 9' 43" WL  | BPO 081       | Meer afbeeldingen Upload foto |
| Ston oso                                            |                                               | Zwartenhovenbrugstraat 88                      | 5° 49' 33" NB, 55° 9' 44" WL  | APO 063       | Meer afbeeldingen Upload foto |
| woonhuis                                            |                                               | Zwartenhovenbrugstraat 116                     | 5° 49' 23" NB, 55° 9' 51" WL  | BPO 082       | Meer afbeeldingen Upload foto |
| woonhuis                                            |                                               | Zwartenhovenbrugstraat 133-135                 | 5° 49' 21" NB, 55° 9' 51" WL  | BPO 084       | Meer afbeeldingen Upload foto |
| woonhuis                                            |                                               | Burenstraat 17-19                              | 5° 49' 38" NB, 55° 9' 48" WL  | BPO 085       | Meer afbeeldingen Upload foto |
| woonhuis                                            |                                               | Burenstraat 24                                 | 5° 49' 38" NB, 55° 9' 48" WL  | BPO 086       | Meer afbeeldingen Upload foto |
| verenigingsgebouw: Court Charity                    |                                               | Burenstraat 26                                 | 5° 49' 38" NB, 55° 9' 47" WL  | BPO 087       | Meer afbeeldingen Upload foto |
| woonhuis                                            |                                               | Burenstraat 46                                 | 5° 49' 41" NB, 55° 9' 53" WL  | BPO 106       | Meer afbeeldingen Upload foto |
| woonhuis                                            |                                               | Burenstraat 48                                 | 5° 49' 41" NB, 55° 9' 54" WL  | CPO 078       | Meer afbeeldingen Upload foto |
| woonhuis                                            |                                               | Mr. Eduard J. Brumastraat 4                    |                               | CPO 051       | Meer afbeeldingen Upload foto |
| woonhuis                                            |                                               | Mr. Eduard J. Brumastraat 8                    |                               | BPO 088       | Meer afbeeldingen Upload foto |
| woonhuis                                            |                                               | Mr. Eduard J. Brumastraat 17                   |                               | CPO 052       | Meer afbeeldingen Upload foto |
| woonhuis                                            |                                               | Mr. Eduard J. Brumastraat 63                   |                               | CPO 053       | Meer afbeeldingen Upload foto |
| clubgebouw: Chinese vereniging Kong Ngie Tong Sang  | 1885-1950-1998                                | Dr. Sophie Redmondstraat 19                    | 5° 49' 28" NB, 55° 9' 43" WL  | BPO 090       | Meer afbeeldingen Upload foto |
| woonhuis                                            |                                               | Dr. Sophie Redmondstraat 22                    | 5° 49' 30" NB, 55° 9' 44" WL  | CPO 054       | Meer afbeeldingen Upload foto |
| woonhuis                                            |                                               | Ladesmastraat 14                               | 5° 49' 23" NB, 55° 9' 44" WL  | CPO 055       | Meer afbeeldingen Upload foto |
| woonhuis                                            |                                               | Ladesmastraat 16                               | 5° 49' 23" NB, 55° 9' 44" WL  | CPO 056       | Meer afbeeldingen Upload foto |
| kerk                                                | 1911                                          | Prinsenstraat 10: St. Rosakerk                 | 5° 49' 21" NB, 55° 9' 49" WL  | APO 064       | Meer afbeeldingen Upload foto |
| woonhuis                                            |                                               | Grote Combéweg 3                               | 5° 49' 46" NB, 55° 9' 2" WL   | BPO 091       | Meer afbeeldingen Upload foto |
| tuinaanleg: Palmentuin                              | einde 19e eeuw                                | Grote Combéweg 6                               | 5° 49' 42" NB, 55° 9' 4" WL   | BPO 092       | Meer afbeeldingen Upload foto |
| woonhuis                                            |                                               | Grote Combéweg 7                               |                               |               | Meer afbeeldingen Upload foto |
| woonhuis                                            |                                               | Grote Combéweg 9                               |                               |               | Meer afbeeldingen Upload foto |
| woonhuis                                            |                                               | Grote Combéweg 11                              | 5° 49' 46" NB, 55° 9' 2" WL   | CPO 057       | Meer afbeeldingen Upload foto |
| woonhuis                                            |                                               | Grote Combéweg 13                              | 5° 49' 43" NB, 55° 9' 6" WL   | CPO 058       | Meer afbeeldingen Upload foto |
| Combékerk                                           |                                               | Grote Combéweg 32                              | 5° 49' 54" NB, 55° 8' 57" WL  | BPO 093       | Meer afbeeldingen Upload foto |
| woonhuis                                            |                                               | Grote Combéweg 33                              |                               | CPO 059       | Meer afbeeldingen Upload foto |
| woonhuis                                            |                                               | Grote Combéweg 34                              | 5° 49' 48" NB, 55° 9' 1" WL   | BPO 094       | Meer afbeeldingen Upload foto |
| woonhuis                                            |                                               | Grote Combéweg 35                              | 5° 49' 48" NB, 55° 9' 1" WL   | BPO 095       | Meer afbeeldingen Upload foto |
| gemeenschapshuis: patronaat                         |                                               | Mgr. Wulfinghstraat 1                          | 5° 49' 46" NB, 55° 9' 12" WL  | CPO 060       | Meer afbeeldingen Upload foto |
| Elisabethschool                                     |                                               | Mgr. Wulfinghstraat 2-4                        | 5° 49' 42" NB, 55° 9' 12" WL  | BPO 096       | Meer afbeeldingen Upload foto |
| woonhuis                                            |                                               | Van Roseveltkade 34                            | 5° 49' 48" NB, 55° 9' 7" WL   | CPO 061       | Meer afbeeldingen Upload foto |
| woonhuis                                            |                                               | Van Roseveltkade 36                            | 5° 49' 48" NB, 55° 9' 7" WL   | CPO 062       | Meer afbeeldingen Upload foto |
| woonhuis                                            | 1922-1923                                     | Julianastraat 56                               | 5° 50' 1" NB, 55° 9' 1" WL    | BPO 105       | Meer afbeeldingen Upload foto |
| woonhuis                                            |                                               | Prins Hendrikstraat 12                         | 5° 49' 51" NB, 55° 9' 9" WL   | CPO 063       | Meer afbeeldingen Upload foto |
| hospitaal: St Vincentiusziekenhuis                  | 1914-1916                                     | Koninginnestraat 4                             | 5° 49' 54" NB, 55° 9' 10" WL  | BPO 098       | Meer afbeeldingen Upload foto |
| woonhuis                                            | circa 1900                                    | Prinsessestraat 37                             | 5° 49' 57" NB, 55° 9' 28" WL  | BPO 099       | Meer afbeeldingen Upload foto |
| woonhuis                                            | circa 1900                                    | Prinsessestraat 39                             | 5° 49' 57" NB, 55° 9' 28" WL  | BPO 100       | Meer afbeeldingen Upload foto |
| woonhuis                                            |                                               | Gongrijpstraat 11                              | 5° 49' 56" NB, 55° 9' 31" WL  | CPO 064       | Meer afbeeldingen Upload foto |
| woonhuis                                            |                                               | Gongrijpstraat 14                              | 5° 49' 56" NB, 55° 9' 32" WL  | BPO 101       | Meer afbeeldingen Upload foto |
| woonhuis                                            |                                               | Gongrijpstraat 16                              | 5° 49' 56" NB, 55° 9' 31" WL  | BPO 102       | Meer afbeeldingen Upload foto |
| woonhuis                                            |                                               | Gongrijpstraat 65                              | 5° 49' 56" NB, 55° 9' 31" WL  | CPO 065       | Meer afbeeldingen Upload foto |
| woonhuis                                            |                                               | Malebatrumstraat 16                            | 5° 49' 41" NB, 55° 9' 30" WL  | CPO 066       | Meer afbeeldingen Upload foto |
| woonhuis                                            |                                               | Malebatrumstraat 18                            | 5° 49' 41" NB, 55° 9' 30" WL  | CPO 067       | Meer afbeeldingen Upload foto |
| woonhuis                                            |                                               | Stoelmanstraat 27                              | 5° 49' 56" NB, 55° 9' 31" WL  | CPO 069       | Meer afbeeldingen Upload foto |
| woonhuis                                            |                                               | Stoelmanstraat 40                              | 5° 49' 56" NB, 55° 9' 31" WL  | CPO 070       | Meer afbeeldingen Upload foto |
| woonhuis                                            |                                               | Stoelmanstraat 44                              | 5° 49' 56" NB, 55° 9' 31" WL  | CPO 071       | Meer afbeeldingen Upload foto |
| woonhuis                                            |                                               | Costerstraat 6                                 | 5° 49' 54" NB, 55° 9' 14" WL  | BPO 108       | Meer afbeeldingen Upload foto |
| woonhuis                                            |                                               | Costerstraat 8                                 | 5° 49' 54" NB, 55° 9' 14" WL  | BPO 109       | Meer afbeeldingen Upload foto |
| woonhuis                                            |                                               | Costerstraat 24                                | 5° 49' 55" NB, 55° 9' 14" WL  | CPO 072       | Meer afbeeldingen Upload foto |
| woonhuis                                            |                                               | Costerstraat 34                                | 5° 49' 57" NB, 55° 9' 13" WL  | CPO 073       | Meer afbeeldingen Upload foto |
| woonhuis                                            |                                               | Costerstraat 59                                | 5° 50' 2" NB, 55° 9' 10" WL   | BPO 110       | Meer afbeeldingen Upload foto |
| woonhuis                                            |                                               | Costerstraat 69                                | 5° 50' 2" NB, 55° 9' 11" WL   | BPO 111       | Meer afbeeldingen Upload foto |
| woonhuis                                            |                                               | Hofstede Crulllaan 11                          | 5° 49' 56" NB, 55° 8' 50" WL  | CPO 075       | Meer afbeeldingen Upload foto |
| Heilig Hartkerk                                     |                                               | Hofstede Crulllaan 22                          | 5° 49' 56" NB, 55° 8' 50" WL  | CPO 076       | Meer afbeeldingen Upload foto |
| pastorie                                            |                                               | Hofstede Crulllaan 22a                         | 5° 49' 56" NB, 55° 8' 50" WL  | CPO 077       | Meer afbeeldingen Upload foto |
| Rust- en Vredekerk                                  |                                               | Gemenelandsweg 67                              | 5° 49' 14" NB, 55° 10' 11" WL | BPO 103       | Meer afbeeldingen Upload foto |
| Saronkerk                                           | circa 1900                                    | Slangenhoutstraat 97-99                        | 5° 48' 17" NB, 55° 10' 44" WL | BPO 104       | Meer afbeeldingen Upload foto |
| plantagehuis van Geyersvlijt                        |                                               | Anton Dragtenweg 240                           |                               | APO 065       | Meer afbeeldingen Upload foto |

## Lijst van niet meer bestaande monumenten
De onderstaande 34 monumenten zijn opgenomen in de lijst van monumenten van SGES, maar bestaan niet meer.
| Omschrijving | Bouwjaar                         | Adres                          | Coördinaten                  | Objectnummer? | Afbeelding                    |
| ------------ | -------------------------------- | ------------------------------ | ---------------------------- | ------------- | ----------------------------- |
| woonhuis     | Afgebrand 17 april 2025          | Henck Arronstraat 36           | 5° 49' 51" NB, 55° 9' 32" WL | CPO 002       | Meer afbeeldingen Upload foto |
| woonhuis     | 18e eeuw Afgebrand 17 april 2025 | Henck Arronstraat 38           | 5° 49' 51" NB, 55° 9' 32" WL | APO 026       | Meer afbeeldingen Upload foto |
| woonhuis     | 19e eeuw Afgebrand 17 april 2025 | Henck Arronstraat 42           | 5° 49' 51" NB, 55° 9' 32" WL | CPO 003       | Meer afbeeldingen Upload foto |
| woonhuis     | 19e eeuw Afgebrand 17 april 2025 | Henck Arronstraat 44           | 5° 49' 51" NB, 55° 9' 32" WL | CPO 004       | Meer afbeeldingen Upload foto |
| woonhuis     | afgebrand 2024                   | Domineestraat 30               | 5° 49' 36" NB, 55° 9' 35" WL | BPO 064       | Meer afbeeldingen Upload foto |
|              | Deels gesloopt                   | Costerstraat 54                | 5° 50' 1" NB, 55° 9' 11" WL  | CPO 074       | Meer afbeeldingen Upload foto |
|              | Gesloopt 2010/2011               | Henck Arronstraat 20           | 5° 49' 51" NB, 55° 9' 32" WL | CPO 001       | Upload foto                   |
|              | Illegaal gesloopt 2003           | Jodenbreestraat 8              | 5° 49' 30" NB, 55° 9' 31" WL | CPO 032       | Meer afbeeldingen Upload foto |
|              | Illegaal gesloopt                | Jodenbreestraat 13             | 5° 49' 30" NB, 55° 9' 31" WL | BPO 056       | Upload foto                   |
|              | Afgebrand 2002                   | Jodenbreestraat 14             | 5° 49' 30" NB, 55° 9' 31" WL | BPO 057       | Meer afbeeldingen Upload foto |
|              | Gesloopt                         | Keizerstraat 2                 | 5° 49' 36" NB, 55° 9' 24" WL | BPO 025       | Meer afbeeldingen Upload foto |
|              | Ingestort 2002, opgeruimd        | Keizerstraat 12                | 5° 49' 36" NB, 55° 9' 24" WL | BPO 027       | Upload foto                   |
|              | Gesloopt 2004                    | Keizerstraat 14                | 5° 49' 36" NB, 55° 9' 24" WL | BPO 028       | Upload foto                   |
|              | Afgebrand 2007                   | Keizerstraat 71                | 5° 49' 43" NB, 55° 9' 37" WL | BPO 030       | Meer afbeeldingen Upload foto |
|              | Illegaal gesloopt 1999           | Keizerstraat 101               | 5° 49' 46" NB, 55° 9' 44" WL | CPO 016       | Meer afbeeldingen Upload foto |
|              | Afgebrand 2001                   | Keizerstraat 124               | 5° 49' 45" NB, 55° 9' 41" WL | BPO 035       | Meer afbeeldingen Upload foto |
|              | Ged. illegaal gesloopt 2006      | Keizerstraat 136               | 5° 49' 49" NB, 55° 9' 48" WL | BPO 036       | Meer afbeeldingen Upload foto |
|              | Deels gesloopt                   | Malebatrumstraat 20            | 5° 49' 41" NB, 55° 9' 30" WL | CPO 068       | Upload foto                   |
|              | Afgebrand 2001                   | Mgr. Wulfinghstraat 5          | 5° 49' 48" NB, 55° 9' 26" WL | BPO 007       | Meer afbeeldingen Upload foto |
| woonhuis     | Ingestort 2020.                  | Mr. Eduard J. Brumastraat 39   |                              | BPO 089       | Meer afbeeldingen Upload foto |
|              | Afgebrand                        | Saramaccastraat 4              | 5° 49' 22" NB, 55° 9' 41" WL | BPO 074       | Meer afbeeldingen Upload foto |
|              | Afgebrand                        | Saramaccastraat 49-51          | 5° 49' 20" NB, 55° 9' 44" WL | BPO 077       | Meer afbeeldingen Upload foto |
|              | Afgebrand                        | Saramaccastraat 53-55          | 5° 49' 19" NB, 55° 9' 45" WL | BPO 078       | Meer afbeeldingen Upload foto |
|              | Afgebrand                        | Saramaccastraat 57             | 5° 49' 19" NB, 55° 9' 45" WL | BPO 079       | Meer afbeeldingen Upload foto |
|              | Gesloopt 1998/1999               | Steenbakkerijstraat 42         | 5° 49' 35" NB, 55° 9' 39" WL | CPO 036       | Upload foto                   |
|              | Illegaal gesloopt 2017           | Wagenwegstraat 62              | 5° 49' 47" NB, 55° 9' 33" WL | CPO 043       | Meer afbeeldingen Upload foto |
|              | Gesloopt 2004                    | Waterkant 36                   | 5° 49' 31" NB, 55° 9' 13" WL | BPO 018       | Meer afbeeldingen Upload foto |
|              | Gesloopt 27-8-2012               | Waterkant 40                   | 5° 49' 31" NB, 55° 9' 13" WL | APO 046       | Meer afbeeldingen Upload foto |
|              | Ingestort 24-8-2012              | Waterkant 42                   | 5° 49' 31" NB, 55° 9' 13" WL | BPO 020       | Meer afbeeldingen Upload foto |
|              | Illegaal gesloopt 2010           | Watermolenstraat 1 / Waterkant | 5° 49' 31" NB, 55° 9' 7" WL  | CPO 024       | Meer afbeeldingen Upload foto |
|              | Illegaal gesloopt ca. 2000       | Watermolenstraat 11            |                              | BPO 049       | Meer afbeeldingen Upload foto |
|              | Illegaal gesloopt 2017           | Watermolenstraat 20            |                              | CPO 026       | Meer afbeeldingen Upload foto |
| woonhuis     | Niet aanwezig.                   | Zwartenhovenbrugstraat         |                              | CPO 050       | Upload foto                   |
|              | Illegaal gesloopt                | Zwartenhovenbrugstraat 130     | 5° 49' 23" NB, 55° 9' 51" WL | BPO 083       | Meer afbeeldingen Upload foto |